# Aung Tagun-3
Die Aung Tagun-3 war ein myanmarisches Fährschiff, das am 13. März 2015 der Küste von Rakhine sank. Bei der Havarie des 19 Jahre alten in China gebauten Schiffes kamen mindestens 61 Personen ums Leben.

## Geschichte
Die regierungseigene Zweideck-Fähre verließ am Abend des 13. März gegen 20:30 Uhr Ortszeit den Hafen von Taunggok mit über 200 Personen und etwa 129 Tonnen Ladung an Bord mit dem Ziel Sittwe. Nach dem Verlassen des Abgangshafens geriet das Schiff in starke Niederschläge und nach etwa 50 Seemeilen Fahrt in nördlicher Richtung in ein Schlechtwettergebiet. Die Aung Tagun-3 kenterte und sank daraufhin vor der Stadt Myebon. Von den offiziell 214 Personen an Bord konnten bis zum Folgetag 167 Menschen lebend und 34 tot geborgen werden. Mehr als ein Dutzend Menschen wurde weiterhin vermisst und es wird befürchtet, dass sich darüber hinaus weitere Personen ohne Fahrschein an Bord befanden, die auf keiner Passagierliste erscheinen. Laut späteren Meldungen waren über 225 Passagiere an Bord des Schiffes und die Zahl der Überlebenden wurde auf 169, die der Opfer auf mindestens 61 berichtigt. Um Unfälle dieser Art künftig zu verhindern, will Myanmar alle staatseigenen Fähren überprüfen und alle Opfer entschädigen.